# Koivusaari, Kimitoön
Koivusaari eller Tavastronanholma är en ö i Finland. Den ligger i Skärgårdshavet och i kommunen Kimitoön i den ekonomiska regionen  Åboland i landskapet Egentliga Finland, i den sydvästra delen av landet. Ön ligger omkring 38 kilometer sydöst om Åbo och omkring 120 kilometer väster om Helsingfors.
Öns area är 9,4 hektar och dess största längd är 0,5 kilometer i sydväst-nordöstlig riktning. Ön höjer sig omkring 30 meter över havsytan.